# Clavicylinder

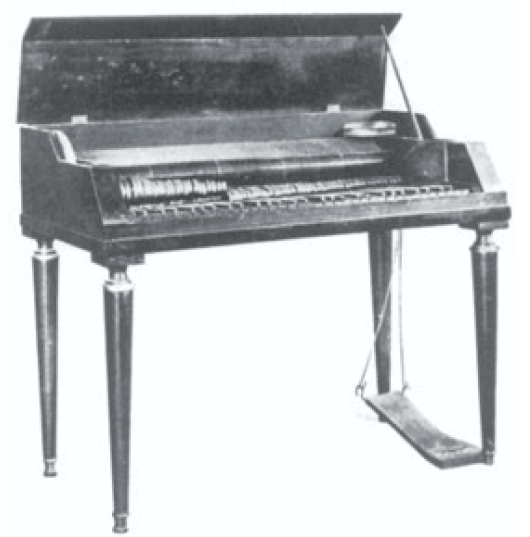
Clavicylinder

Der Clavicylinder, auch Klavizylinder, ist ein Musikinstrument und Reibstab-Tasteninstrument (Friktions-Harmonika), das 1799 von Ernst Chladni entworfen und erstmals 1811 von Louis Concone in Turin gebaut wurde. Chladni setzte damit seinen Wunsch um, das von ihm 1790 erfundene Euphon auch mit einer Klaviatur spielen zu können, statt gläserne Klangstäbe direkt mit den Fingern durch Reibung zum Schwingen zu bringen.
Das Instrument besteht aus einem Zylinder aus Zink oder Glas, der durch einen Fußantrieb mit Pedal in Rotation gebracht wird. Mit einer Klaviatur werden gestimmte, mit Leinen umwickelte Metallstäbe bzw. Stahlbögen so an den Zylinder heranbewegt, dass sie infolge der Reibung zum Schwingen kommen und Töne erzeugen. Der Glaszylinder wurde ständig feucht gehalten.
Der dadurch entstehende Klang ist musikalisch wenig verwendbar, weshalb diese Instrumente selten gebaut wurden. Es gab jedoch relativ viele Nachfolgeinstrumente, die auf diesem Prinzip aufbauen, wie das Melodion von Dietz (1806) oder das Terpodion (1810).
Der Tonumfang reichte vom C bis zum dreigestrichenen f, in der Version von 1814 vom tiefen G bis zum dreigestrichenen a.
Eine Variante war das Melodikon (um 1800). Der Ton wurde durch Anpressen von Stimmgabeln an eine rotierende Scheibe erzeugt. Es wurde 1805 bis 1810 vom Erfinder Franz Leppich weiterentwickelt.